# Jan Lisowski (1530–1590)
Jan Lisowski herbu Jeż (ur. 1530, zm. 1590) – polski szalachcic, ojciec Aleksandra Józefa Lisowskiego.
Jan Lisowski herbu Jeż (byli również Lisowscy herbu Lis, Korwin, Leliwa, Lubicz, Mądrostka, Nowina i Ślepowron) urodził się w Lisewie (dawniej w Lisowie), w województwie chełmińskim, w Prusach Królewskich, jednak z pochodzenia był Polakiem. Wcześniejsi Lisowscy nie pełnili ważniejszych funkcji – Wojciech z Lisowa (z powodu braku źródeł nie wiadomo, czy był to ojciec, czy stryj Jana) w 1504 urzędował w Gdańsku jako ławnik. W 1580 Michał Lisowski (jego kuzyn) był również ławnikiem – tym razem puckim.
Około 1555 roku wyruszył wraz z braćmi: Jerzym, Krzysztofem i Szczęsnym na Litwę, by szukać przygód. Poza Janem wszyscy osiedlili się tam na stałe, a on wyprawił się (z Janem Kiszką, wojewodzicem witebskim) w perygrynację (dawniej: podróż w celach naukowych) po Europie w latach 1563–1568. Zwiedzili Niemcy, Francję, Hiszpanię, Włochy i Szwajcarię.
Kiedy wrócił na Litwę, osiedlił się na wileńszczyźnie, a według historyka Wojciecha Kojałowicza miał tam dwie wsie, Krakoszyn i Wołki. Ożenił się z Anną Szumkówną i miał trzy córki oraz dziewięciu synów, w tym późniejszego sławnego Aleksandra Józefa Lisowskiego.